# Shahrestān di Khash
Lo shahrestān di Khash (farsi شهرستان خاش) è uno dei 18 shahrestān del Sistan e Baluchistan, il capoluogo è Khash. Lo shahrestān è suddiviso in 3 circoscrizioni (bakhsh): 
- Centrale (بخش مرکزی)
- Nukabad (بخش نوک‌آباد), con la città di Nukabad.
- Irandeghan (بخش ایرندگان)